# Filaret (Bulekov)
Archimandrita Filaret, občanským jménem Alexandr Vladimirovič Bulekov (31. prosince 1967, Moskva) je ruský pravoslavný kněz.

## Život
Po studiu na moskevské matematicko-fyzikální škole studoval v letech 1984–1990 fyziku na Moskevské státní univerzitě. Po studiích vstoupil v roce 1991 do Moskevského duchovního semináře a po jeho absolvování zahájil vyšší teologická studia na Moskevské duchovní akademii. V roce 1999 obhájil kandidátskou práci o historii a současnosti maronitské církve. V letech 1988 až 1996 působil na administrativních pozicích Moskevského patriarchátu. V roce 1996 byl vysvěcen na diákona.
V letech 1997 až 1999 působil v zastupitelském úřadu Ruské pravoslavné církve Antiochijského patriarchy. V roce 2000 byl vysvěcen na kněze a složil mnišské sliby a přijal řádové jméno Filaret (na počest moskevského metropolity sv. Filareta). Poté byl čtyři roky proboštem farnosti sv. Sergije Radonežského v Johannesburgu.
V roce 2002 získal hodnost igumean. V letech 2004 až 2011 byl oficiálním zástupcem Moskevského patriarchátu při Radě Evropy a farářem chrámu Všech svatých ve Štrasburku. 22. března 2011 na základě rozhodnutí Posvátného synodu Ruské pravoslavné církve nahradil ve funkci místopředsedy odboru vnějších církevních vztahů igumena Filipa.
Filaret je také duchovním správcem farnosti Kazaňské ikony Matky Boží na Kalužském náměstí v Moskvě .
Dne 28. dubna 2013 byl povýšen na důstojnost archimandrita.